# 나는 다시 살고 싶다
"나는 다시 살고 싶다"는 1987년에 개봉한 대한민국의 영화이다.

## 캐스팅
- 유장현
- 김동현
- 이영옥
- 나기수
- 여재하
- 윤초희
- 김국현
- 추석양
- 문태선
- 김웅철
- 이해룡
- 김수경
- 이백
- 손기정
- 이진선
- 박은하
- 서영주
- 남경희
- 강수영
- 이영호
- 최준
- 곽건
- 박용팔
- 김기종
- 조용수
- 최일
- 최재호
- 유명순
- 이인영
- 서평석
- 오세창
- 석인수
- 김애라
- 김대현
- 최성관
- 김용학
- 박용호
- 임해림
- 유일문
- 길달호
- 나갑성
- 강성환
- 김현태
- 안병현
- 김춘근
- 권혁진
- 임경종
- 유승모
- 구형모
- 김용
- 하정수
- 이수복
- 박수정
- 나영균
- 변경수
- 박형근
- 고경자
- 임정일
- 정채우
- 한정수
- 신태호
- 김지민
- 오소연
- 김운하 (특별출연)
- 진봉진 (특별출연)
- 배광석 (특별출연)